# Ornithogalum hyrcanum
Ornithogalum hyrcanum är en sparrisväxtart som beskrevs av Aleksandr Alfonsovitj Grossgejm. Ornithogalum hyrcanum ingår i släktet stjärnlökar, och familjen sparrisväxter. Inga underarter finns listade i Catalogue of Life.